# Hôn nhân cùng giới ở Cộng hòa Ireland
Hôn nhân cùng giới ở Cộng hòa Ireland đã được hợp pháp kể từ ngày 16 tháng 11 năm 2015. Một cuộc trưng cầu dân ý vào ngày 22 tháng 5 năm 2015 đã sửa đổi Hiến pháp Ireland để quy định rằng hôn nhân được công nhận bất kể giới tính của các đối tác. Biện pháp này đã được Tổng thống Ireland ký thành luật sửa đổi thứ ba mươi tư của Hiến pháp Ireland vào ngày 29 tháng 8 năm 2015. Đạo luật Hôn nhân 2015, được Oireachtas thông qua vào ngày 22 tháng 10 năm 2015 và được Ủy ban của Tổng thống ký vào luật ngày 29 tháng 10 năm 2015, đã có hiệu lực lập pháp đối với việc sửa đổi. Hôn nhân của các cặp cùng giới ở Ireland bắt đầu được công nhận từ ngày 16 tháng 11 năm 2015, và nghi lễ kết hôn đầu tiên của các cặp cùng giới ở Ireland xảy ra vào ngày 17 tháng 11 năm 2015.
Quan hệ đối tác dân sự, được ban hành theo Đạo luật đối tác dân sự và một số quyền và nghĩa vụ của Đạo luật chung sống 2010, đã trao cho các cặp vợ chồng cùng giới quyền và trách nhiệm tương tự, nhưng không bằng với hôn nhân dân sự.
Cuộc điều tra dân số Ailen năm 2011 cho thấy 143.600 cặp vợ chồng sống chung, tăng từ 77.000 vào năm 2002. Điều này bao gồm 4.042 trong các mối quan hệ đồng tính, tăng từ 1.300.

## Quan hệ bạn đời dân sự
Quan hệ bạn đời dân sự (tiếng Ireland: páirtnéireacht shibhialta), được giới thiệu bởi  Quan hệ đối tác dân sự và một số quyền và nghĩa vụ của Đạo luật chung sống 2010  (tiếng Ireland: An tAcht um Páirtnéireacht Shibhialta agus um Chearta agus Oibleagáidí Áirithe de chuid Comhchónaitheoirí 2010), trao cho các cặp vợ chồng cùng giới quyền và trách nhiệm tương tự, nhưng không bằng, của hôn nhân dân sự. Khả năng tham gia vào quan hệ đối tác dân sự đã kết thúc vào ngày 16 tháng 11 năm 2015. Bảo vệ hiến pháp được cấp cho vợ hoặc chồng, chẳng hạn như vợ hoặc chồng của một nhân chứng không bị buộc phải đưa ra bằng chứng chống lại người phối ngẫu của họ trong hầu hết các trường hợp, là một ví dụ về các biện pháp bảo vệ được cấp theo quan hệ đối tác dân sự. Vợ chồng có thể yêu cầu thêm đặc quyền trong chừng mực cần thiết để bảo vệ quyền lập hiến đối với quyền riêng tư trong hôn nhân. Không có sự bảo vệ hiến pháp như vậy tồn tại cho quan hệ đối tác dân sự. Bất bình đẳng hơn nữa liên quan đến gia đình, nhập cư và các loại luật pháp Ireland khác tồn tại. Luật pháp quy định quyền cho những người tham gia các mối quan hệ sống thử lâu dài (khác giới hoặc cùng giới) chưa tham gia vào quan hệ đối tác dân sự hoặc kết hôn. Mục sau đây tập trung chủ yếu vào khía cạnh quan hệ bạn đời dân sự cùng giới của Đạo luật, trái ngược với khía cạnh sống thử.
 Đạo luật hợp tác dân sự  có hiệu lực vào ngày 1 tháng 1 năm 2011. Người ta đã dự đoán rằng các nghi lễ đầu tiên sẽ không diễn ra cho đến tháng 4 năm 2011 do thời gian chờ đợi ba tháng theo luật định cho tất cả các nghi lễ dân sự. Tuy nhiên, luật pháp cung cấp một cơ chế miễn trừ được tìm kiếm thông qua các tòa án, và quan hệ đối tác đầu tiên, giữa hai người, đã được đăng ký vào ngày 7 tháng 2 năm 2011. Trong khi buổi lễ này được thực hiện công khai tại Văn phòng đăng ký dân sự ở Dublin, các phương tiện truyền thông chính thống đã không có mặt.
Mãi đến ngày 5 tháng 4 năm 2011, ngày ban đầu được dự đoán là ngày diễn ra các nghi lễ đầu tiên, các phương tiện truyền thông đưa tin về một quan hệ đối tác dân sự. Buổi lễ hợp tác này, giữa Hugh Walsh và Barry Dignam, cũng đã diễn ra tại Dublin.
Mã số thuế đã được sửa đổi vào tháng 7 năm 2011 theo Đạo luật Tài chính (số 3) năm 2011 (tiếng Ireland: An tAcht Airgeadais (Uimh. 3), 2011) để tính đến quan hệ đối tác dân sự. Đạo luật, về chính, là hồi tưởng đến ngày 1 tháng 1 năm 2011 và nó tạo ra sự tương đương ảo, trong vấn đề thuế, một mặt giữa các đối tác dân sự và mặt khác là người kết hôn. Bộ luật phúc lợi xã hội đã được sửa đổi vào tháng 12 năm 2010 để tính đến quan hệ đối tác dân sự.
Quan hệ đối tác dân sự đã ngừng vào ngày luật hôn nhân cùng giới có hiệu lực vào tháng 11 năm 2015, mặc dù các đối tác dân sự được phép duy trì tình trạng mối quan hệ của họ, vì không có sự nâng cấp tự động từ quan hệ đối tác dân sự sang hôn nhân.

### Công nhận quan hệ đối tác nước ngoài
Một số quan hệ đối tác nước ngoài và hôn nhân cùng giới được công nhận là quan hệ đối tác dân sự kể từ ngày 13 tháng 1 năm 2011. Trong khi Glenn Cickyham và Adriano Vilar thường được coi là cặp đôi cùng giới đầu tiên có quan hệ đối tác dân sự chính thức được công nhận ở Ireland, nhưng thực tế hàng trăm cặp đã được công nhận cùng một lúc chính xác. Cặp đôi đã thiết lập quan hệ đối tác dân sự tại một buổi lễ ở Bắc Ireland vào năm 2010.
Phần 5 của Quan hệ đối tác dân sự và các quyền và nghĩa vụ nhất định của Đạo luật về người sống chung năm 2010 nêu các tiêu chí được sử dụng để chi phối các loại mối quan hệ nào có thể được công nhận. Họ đang:
- mối quan hệ là độc quyền trong tự nhiên
- mối quan hệ là vĩnh viễn trừ khi các bên giải thể nó thông qua các tòa án
- mối quan hệ đã được đăng ký theo luật của khu vực đó, và
- Theo quan điểm của Bộ trưởng, các quyền và nghĩa vụ đối với mối quan hệ này đủ để chỉ ra rằng mối quan hệ này sẽ được đối xử tương đương với quan hệ đối tác dân sự.

Sự công nhận được ủy quyền chính thức bởi công cụ theo luật định, bốn trong số đó đã được thông qua: năm 2010, liệt kê 33 loại mối quan hệ trong 27 khu vực pháp lý; 
năm 2011, thêm 6 mối quan hệ; 
vào năm 2012, thêm 4; 
và năm 2013, thêm 14.
Không bao gồm tiếng Pháp PACS, cũng như một số mối quan hệ pháp lý khác - ví dụ: quan hệ đối tác dân sự Hà Lan và một số quan hệ đối tác trong nước ở Hoa Kỳ. Lý do là các loại mối quan hệ này có thể được giải thể theo thỏa thuận giữa các bên (nghĩa là cả hai bên ký một văn bản với luật sư), không thông qua tòa án.

### Lịch sử

#### Vị trí pháp lý trước khi hợp tác dân sự
Vào tháng 3 năm 2004, đã có tranh cãi trong Dáil xung quanh một định nghĩa về 'vợ / chồng' khi tuyên bố rằng Bộ trưởng Bộ Xã hội và Gia đình, Mary Coughlan đang tìm cách loại trừ các đối tác không kết hôn ra khỏi luật phúc lợi xã hội. Loại trừ là một phản ứng của chính phủ đối với một phát hiện của Toà án Bình đẳng rằng một cặp cùng giới bị phân biệt đối xử trong các đặc quyền du lịch.
Năm 2004,  Đạo luật đăng ký dân sự , bao gồm việc cấm kết hôn cùng giới đã được thông qua. Đạo luật tuyên bố rõ ràng rằng có một "sự cản trở cho một cuộc hôn nhân" nếu "cả hai bên cùng giới tính".
Vào tháng 12 năm 2006, Tòa án tối cao Ailen tổ chức trong Zappone v. Revenue Commissioners rằng hôn nhân như được quy định trong Hiến pháp Ailen là giữa nam và nữ và không có sự vi phạm quyền nào trong việc từ chối của Ủy viên Doanh thu công nhận hôn nhân cùng giới nước ngoài.

#### Đạo luật Norris (2004)
Vào tháng 12 năm 2004, Thượng nghị sĩ độc lập David Norris, người từng là trung tâm của những năm 1970 và 1980 Chiến dịch cải cách luật đồng tính luyến ái đã lập một dự luật của thành viên tư nhân về quan hệ đối tác dân sự ở Seanad.
Dự luật quy định việc công nhận quan hệ đối tác chưa kết hôn, cả hai cặp đôi cùng giới và khác giới sống thử. Nó xác định đủ điều kiện cho một quan hệ đối tác dân sự và quá trình đăng ký một quan hệ đối tác dân sự. Thay vì liệt kê tất cả các quyền của đối tác dân sự, nó quy định rằng tất cả các quyền của hôn nhân sẽ áp dụng cho bất kỳ ai trong quan hệ đối tác dân sự. Tuy nhiên, nó đã xác định cụ thể quy trình giải thể và quy trình công nhận quan hệ đối tác dân sự nước ngoài.
Norris cho biết dự luật được khởi xướng  "để bảo vệ quyền của những người trưởng thành, những người tìm thấy chính mình trong các mối quan hệ ngoài hôn nhân thông thường"  và  "để đáp ứng yêu cầu của những người sắp xếp cuộc sống cá nhân của họ bên ngoài các nghi thức của hôn nhân " và ai cũng " cần được hỗ trợ trong việc tạo ra các mối quan hệ ổn định trưởng thành ". Norris cho biết ông đã thực hiện nghiên cứu đáng kể để đạt được sự đồng thuận về một dự luật vừa phải đưa lên các đặt phòng.
Cuộc tranh luận, bao gồm các đóng góp của Bộ trưởng Tư pháp Michael McDowell, diễn ra vào ngày 16 tháng 2 năm 2005. Phần lớn các diễn giả ủng hộ các nguyên tắc đằng sau dự luật và khen ngợi Thượng nghị sĩ Norris về công việc của mình. Một số bày tỏ sự dè dặt do sự bảo vệ hiến pháp của gia đình.
Một sửa đổi của chính phủ được thiết kế để hoãn bỏ phiếu đã thu hút nhiều sự phản đối. Việc hoãn này là để cho phép đầu vào từ các cuộc điều tra đang diễn ra: Ủy ban cải cách luật pháp, Tòa án tối cao Zappone v. Revenue Commissioners trường hợp về một cuộc hôn nhân Canada và Ủy ban đánh giá hiến pháp. Cuối cùng, nó đã được đồng ý để tranh luận về dự luật nhưng hoãn bỏ phiếu vô thời hạn.

#### Đạo luật Đảng Lao động (2006, 2007)
Vào tháng 12 năm 2006, cùng ngày với phán quyết của Tòa án tối cao trong  Zappone , Brendan Howlin, một phe đối lập Đảng Lao động TD đã lập một dự luật liên minh dân sự của một thành viên tư nhân Dáil Éireann.
Tương tự như dự luật Norris trong các điều khoản của nó, dự luật này đã định nghĩa một liên minh dân sự là cung cấp tất cả các quyền và nghĩa vụ như được định nghĩa cho hôn nhân, nhưng đặc biệt hạn chế kết hợp dân sự cho các cặp cùng giới. Nó cũng cung cấp cho nhận nuôi bởi các cặp vợ chồng trong các cặp cùng giới như vậy.
Cuộc tranh luận, một lần nữa bao gồm đóng góp của Bộ trưởng Tư pháp Michael McDowell, diễn ra vào tháng 2 năm 2007. Tất cả các diễn giả ủng hộ các đoàn thể dân sự cho các cặp cùng giới và khen ngợi Phó Howlin về dự luật. Một người bày tỏ sự dè dặt về việc nhận con nuôi. Bộ trưởng McDowell tuyên bố rằng dự luật đã vi phạm các quy định của hiến pháp về hôn nhân và gia đình. Các diễn giả chính phủ nói rằng cần phải giới thiệu các liên minh dân sự nhưng cần thêm thời gian để xem xét vụ án của Tòa án tối cao đang diễn ra và công tác điều tra tại Bộ Tư pháp.
Chính phủ sửa đổi dự luật để trì hoãn tranh luận trong sáu tháng. Đúng như dự đoán, dự luật sau đó đã giảm khi Dáil bị giải thể trong giai đoạn can thiệp cho 2007 tổng tuyển cử. Thứ trưởng Howlin nói rằng lý do thực sự của sự chậm trễ là Chính phủ không muốn ban hành loại luật xã hội này khi đối mặt với một cuộc bầu cử.
Lao động một lần nữa mang hóa đơn của họ trước ngôi nhà mới vào ngày 31 tháng 10 năm 2007 nhưng Chính phủ lại bỏ phiếu xuống. Đảng Xanh, hiện tại trong Chính phủ cũng đã bỏ phiếu phản đối dự luật, với người phát ngôn Ciarán Cuffe cho rằng dự luật là vi hiến nhưng không đưa ra lý do. Chính phủ cam kết giới thiệu dự luật của riêng mình cho các quan hệ đối tác dân sự đã đăng ký trước ngày 31 tháng 3 năm 2008, một ngày nó không gặp.

#### Pháp luật của chính phủ (2008–10)
Với việc gia nhập Đảng Xanh vào Chính phủ năm 2007, một cam kết về luật giới thiệu quan hệ đối tác dân sự đã được thống nhất trong Chương trình Chính phủ vào tháng 6 năm đó. Vào ngày 24 tháng 6 năm 2008, Chính phủ đã công bố những người đứng đầu  Dự luật hợp tác dân sự . Dự luật dự kiến sẽ mất khoảng 6 tháng để thông qua, với luật dự kiến sẽ có hiệu lực vào tháng 6 năm 2009.
Đáp lại luật pháp, Thượng nghị sĩ Chính phủ Jim Walsh đưa ra một động thái của đảng để chống lại dự luật. Thời báo Ailen báo cáo rằng khoảng 30 backbencher không xác định đã ký kết chuyển động. Một thượng nghị sĩ ẩn danh đã được trích dẫn khi tuyên bố rằng chuyển động "sẽ có sự hỗ trợ đáng kể từ các bộ phận bảo thủ hơn của đảng quốc hội". Taoiseach Brian Cowen, đã trả lời bằng cách nhấn mạnh rằng việc đăng ký các cặp cùng giới sẽ không can thiệp vào tình trạng hiến pháp của hôn nhân. Cowen lưu ý rằng dự luật đã được soạn thảo với sự tư vấn chặt chẽ với Tổng chưởng lý và đã được đưa vào chương trình cho Chính phủ. Đề nghị đã được chuyển đến ủy ban tư pháp của đảng nghị viện vào ngày 1 tháng 7 năm 2008 nhưng một phát ngôn viên của Fianna Fáil đã được trích dẫn khi nói rằng có "sự hỗ trợ rộng rãi" trong đảng cho luật pháp, trong khi Taoiseach và Bộ trưởng Bộ Tư pháp, Bình đẳng và Cải cách Pháp luật Dermot Aéc đã tái khẳng định tính tương thích hiến pháp của pháp luật.
Thông báo của những người đứng đầu bị các đảng đối lập Lao động và Sinn Féin tố cáo là không thỏa đáng. Người phát ngôn của Sinn Féin Aengus Ó Snodaigh nhận xét rằng "Chính phủ phải làm tốt hơn".
Chính phủ đã công bố toàn bộ  Dự luật hợp tác dân sự  vào ngày 26 tháng 6 năm 2009 và nói rằng nó sẽ hoạt động trước cuối năm 2009. Dermot Aéc, Bộ trưởng Bộ Tư pháp, Bình đẳng và Cải cách Pháp luật, đã giới thiệu dự luật giai đoạn thứ hai vào ngày 3 tháng 12 năm 2009. Ông nói rằng những sửa đổi hệ quả đối với các điều khoản phúc lợi xã hội và tài chính sẽ có hiệu lực khi hóa đơn đã được thông qua. Có thêm cuộc tranh luận giai đoạn hai về dự luật vào ngày 21 tháng 1 năm 2010. Giai đoạn thứ hai kết thúc vào ngày 27 tháng 1 năm 2010. Giai đoạn ủy ban của dự luật được hoàn thành vào ngày 27 tháng 5 năm 2010. Dự luật đã được Dáil thông qua trong giai đoạn cuối mà không có phiếu bầu vào ngày 1 tháng 7 năm 2010. Dự luật đã được thông qua trong giai đoạn cuối cùng ở Seanad với số phiếu 48-4, vào ngày 8 tháng 7 năm 2010 và được ký bởi Tổng thống Ireland vào ngày 19 tháng 7 năm 2010. Bộ trưởng Bộ Tư pháp và Cải cách Pháp luật Dermot Aotta nói: "Đây là một trong những phần quan trọng nhất của luật dân quyền được ban hành kể từ khi độc lập. Sự tiến bộ lập pháp của nó đã chứng kiến một mức độ thống nhất chưa từng thấy và hỗ trợ trong cả hai Nhà của Oireachtas."
Bộ trưởng Bộ Tư pháp đã ký một lệnh bắt đầu cho Đạo luật vào ngày 23 tháng 12 năm 2010. Đạo luật có hiệu lực vào ngày 1 tháng 1 năm 2011. Ngày bắt đầu của Đạo luật phụ thuộc vào luật pháp tiếp theo trong các lĩnh vực thuế và phúc lợi xã hội, được ban hành riêng.  Dự luật phúc lợi xã hội và lương hưu 2010  (tiếng Ireland: An tAcht Leasa Shóisialaigh agus Pinsean 2010) đã được Dáil thông qua vào ngày 14 tháng 12 và Seanad vào ngày 17 tháng 12 năm 2010.

### Số liệu thống kê
2.071 quan hệ đối tác dân sự đã được đăng ký tại Ireland, từ năm 2011 đến 2015. 1.298 trong số đó là giữa nam và 773 là giữa nữ.
| Năm  | Nữ  | Nam | Tổng cộng |
| ---- | --- | --- | --------- |
| 2011 | 201 | 335 | 536       |
| 2012 | 166 | 263 | 429       |
| 2013 | 130 | 208 | 338       |
| 2014 | 150 | 242 | 392       |
| 2015 | 126 | 250 | 376       |

### Kết thúc quan hệ đối tác dân sự
Sau khi Ireland hợp pháp hóa hôn nhân cùng giới vào năm 2015 (xem bên dưới), khả năng tham gia vào quan hệ đối tác dân sự đã bị đóng cửa. Kể từ ngày 16 tháng 11 năm 2015, không có quan hệ đối tác dân sự nào được cấp ở Ireland và các đối tác dân sự hiện tại chỉ giữ lại tình trạng đó nếu họ không kết hôn. Bất kỳ quan hệ đối tác dân sự chuyển đổi thành một cuộc hôn nhân được giải thể.